# Ódávidháza
Ódávidháza falu Ukrajnában, Kárpátalján, a Munkácsi járásban.

## Fekvése
Munkácstól nyugatra, Beregrákos és a mára már Munkácshoz tartozó Oroszvég között fekvő település.

## Története
A trianoni békeszerződés előtt Bereg vármegye Latorczai járásához tartozott.
1910-ben 452 lakosából 20 magyar, 39 német, 393 ruszin volt. Ebből 8 római katolikus, 405 görögkatolikus, 39 izraelita volt.